# Jablonski-diagram

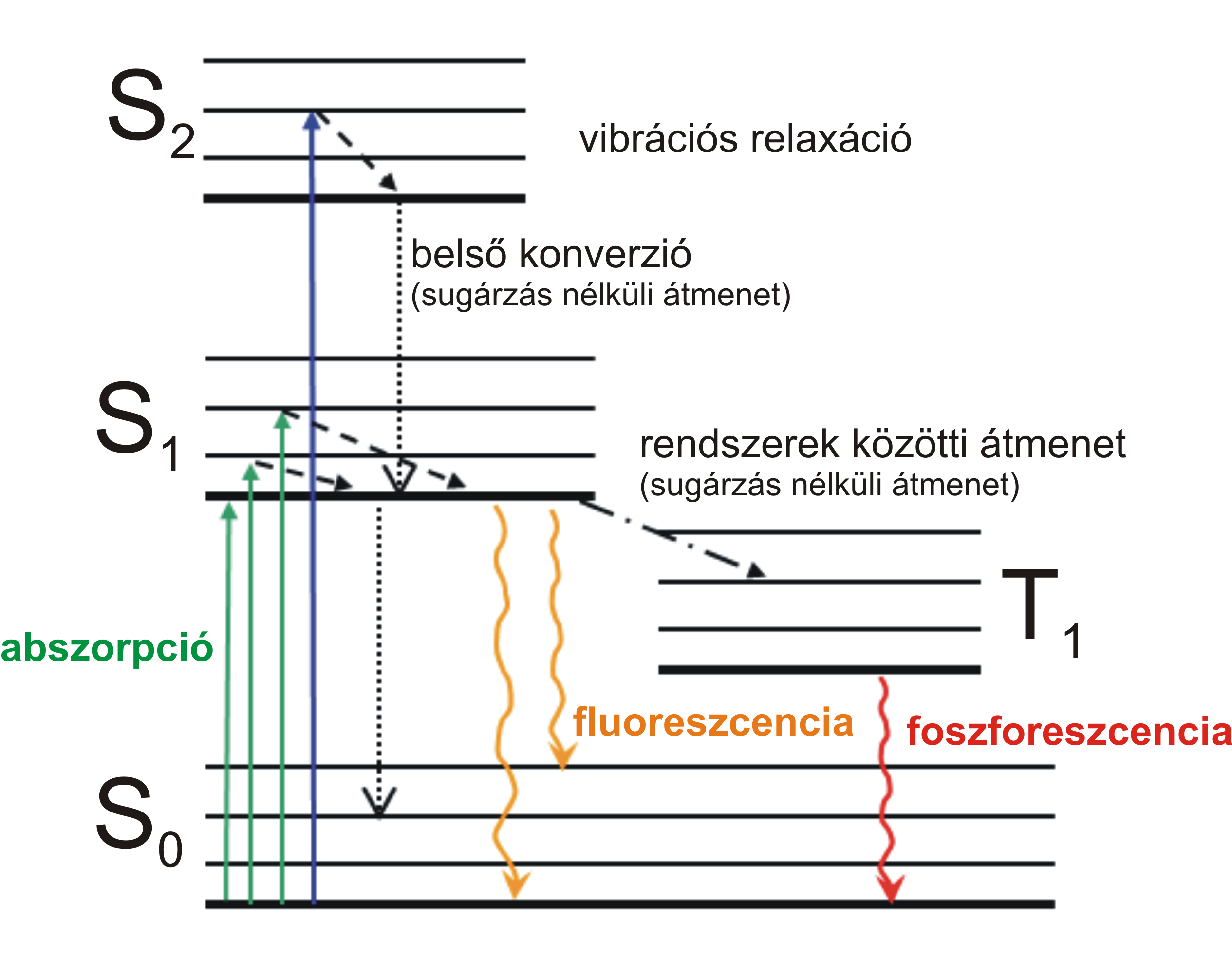
Jablonski-diagram

A Jablonski-diagram egy molekuláris rendszer állapotaihoz tartozó energiaszinteket és a köztük megvalósuló átmeneteket illusztrálja. Nevét Aleksander Jabłoński lengyel fizikusról kapta.

## Értelmezése
A Born–Oppenheimer-közelítés szerint egy molekula energiája az atommagok rezgési és forgási energiájából és az elektronrendszer energiájából származik. A modell szerint ezek az energiaszintek nagyságrendileg különböznek egymástól, és a szintek közötti átmenetek egymástól függetlenül megvalósulhatnak. A diagram vízszintes vonalai a molekulaállapotokhoz tartozó diszkrét energiaszinteket jelölik, az energia nagysága függőlegesen egyre nő. Az S0 az alapállapothoz, az S1 az első, az S2 a második szingulett gerjesztett állapothoz tartozó elektronállapotokat, a T1 a triplett állapotot jelöli. 
Egy adott elektronállapothoz a molekula különböző vibrációs szintjei tartoznak. A vibrációs állapotok közötti energiakülönbség nagyságrendileg ezredrésze az elektronállapotok közötti energiaváltozásnak, ezt szemlélteti durván az, hogy a diagramon az elektronállapotok közötti távolság nagyobb, mint a vibrációs állapotokat illusztráló vonalak közötti távolság. Minden egyes elektronállapot vibrációs alapállapotait vastag vonalak, a magasabb vibrációs állapotokat vékonyabb vonalak jelzik. Az egyes vibrációs szintekhez tartozó még ezredrésznyivel kisebb energiatartalmú forgási szinteket szokásosan már nem jelöli a diagram.

## Átmenetek
Adott frekvenciájú foton elnyelése, az abszorpció révén az első, illetve a második gerjesztett elektronállapotba is juthat a molekula. A gerjesztett elektronállapot magasabb vibrációs szintjeiről vibrációs relaxációval igen (~ps) rövid idő alatt az adott elektronállapot legalacsonyabb vibrációs szintjére kerül a molekula. Ezt az energiacsökkenést nem kíséri megfigyelhető sugárzás, a relaxáció a környezettel való kölcsönhatásban disszipálódik. 
A nem sugárzásos átmenet másik formája, a belső konverzió, ennek révén a molekula az alapállapotba, vagy a magasabb energiájú elektronállapotból egy alacsonyabb energiájú elektronállapotba jut vissza. A belső konverzió során nem változik a rendszer spinállapota, szingulett állapotból szingulett állapotba jut a molekula (internal conversion). 
Bizonyos anyagoknál előfordul, hogy az alapállapotba való visszatérést foton kibocsátása kíséri. Az ilyen anyagokat fluorofornak nevezik. Ez a szintén azonos spinmultiplicitású átmenet a fluoreszcencia, a világítás jellegzetesen a nanoszekundumos időskálán figyelhető meg.
Kisebb valószínűséggel, de az energiaszintek közötti nagyobb átfedés esetén rendszerek közötti átmenet is megvalósulhat. Ilyenkor a molekula szingulett gerjesztett állapotból triplett állapotba kerül (S1 →T1, inter system crossing), és ekkor sincs megfigyelhető sugárzás. 
A nem sugárzó átmenetek ez utóbbi típusa idézi elő a foszforeszkálást. A triplett szintről az alapállapotba visszajutás közben is előfordulhat fotonkibocsátás, ez a foszforeszcencia. Ez a fajta világítás a mikroszekundumoktól a hosszabb időtartamig is tarthat.
A fluoreszcencia és a foszforeszcencia a lumineszcencia két formája.

## A Förster-féle energiaátadás szemléltetése

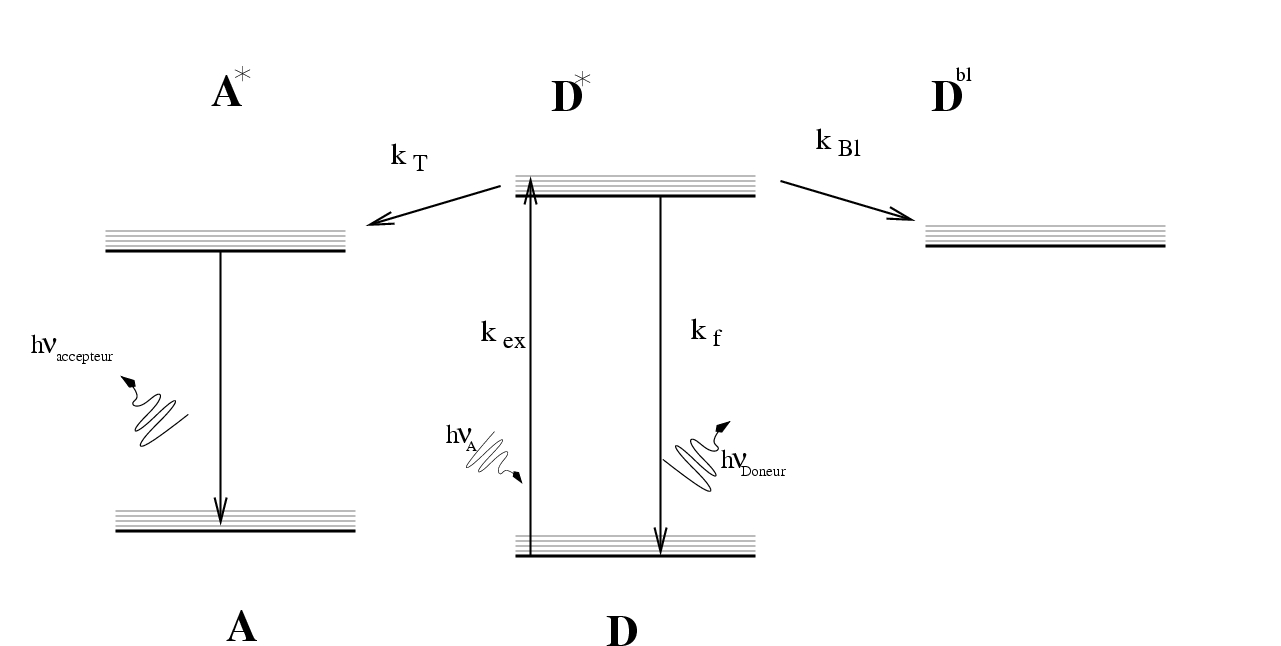
A Förster-féle energiaátadás szemléltetése Jablonski-diagrammal

Szemléletes jelentése miatt a Jablonski-diagramot többféle molekuláris folyamat energiaviszonyainak illusztrálására is használják némileg módosított formában. A Förster-féle rezonáns energiaátadás (Förster resonance energy transfer, FRET) során a foton elnyelése révén gerjesztett állapotba kerülő donormolekula dipól-dipól kölcsönhatáson keresztül adja át az energiát az akceptormolekulának. Az így gerjesztett állapotba kerülő akceptor foton kibocsátásával kerül vissza alapállapotba.

## Külső hivatkozások
- http://micro.magnet.fsu.edu/primer/java/jablonski/lightandcolor/index.html
- https://docs.google.com/View?id=dfk4gz7_1tbc3vqhs%5B%5D